# HD42509
HD42509 — хімічно пекулярна зоря спектрального класу
B9 й має  видиму зоряну величину в смузі V приблизно  5,7.
Вона  розташована на відстані близько 970,7 світлових років від Сонця.

## Пекулярний хімічний вміст
Зоряна атмосфера HD42509 має підвищений вміст 
Si
.